# Стейнунн Сігурдардоттір
Стейнун Сігурдардоттір (ісл. Steinunn Sigurðardóttir; нар.26 серпня 1950, Рейк'явік, Ісландія) - ісландська поетка та письменниця. Отримала ступінь бакалавра мистецтв з психології та філософії у 1972 році в Університетському коледжі Дубліна.  Працювала журналісткою радіо і телебачення. Стейнун жила в різних місцях Європи, США та Японії. 
Виховує доньку.

## Життєпис
Стала відомою в Ісландії, завдяки публікаціям віршів та оповідань до 1980-х років.
У 1995 році вона отримала Ісландську літературну премію  за роман «Hjartastaður» («Місце серця»). У цьому романі авторка описує важкі стосунки між матір’ю, яка самостійно виховує дочку, та дівчинкою. Текст об'єднує деякі елементи дорожнього фільму, адже головні героїні подорожують Ісландією від Рейк’явіка до східного узбережжя. Їх переслідує банда наркодилерів, друзів дочки. Це  звучить, як кримінальний роман, але авторку більше цікавить психологія стосунків та описи півдня Ісландії та його природи, наприклад, піщана буря.
Її перший роман «Тимайойофурінн» («Злодій часу», 1986) також мав великий успіх. У цьому романі в центрі історії знаходиться любов між двома вчителями: досвідченої жінки, що живе у Вищому суспільстві та її молодшого колеги, одруженого і більш зосередженого на своїй роботі, ніж вона. Стиль роману цікавий: вірші інтегровані в текст. У 1998 році на основі роману було знято фільм під назвою «Вкрадене життя», режисер Ів Анжело, Франція.